# Leopold von Österreich-Toskana

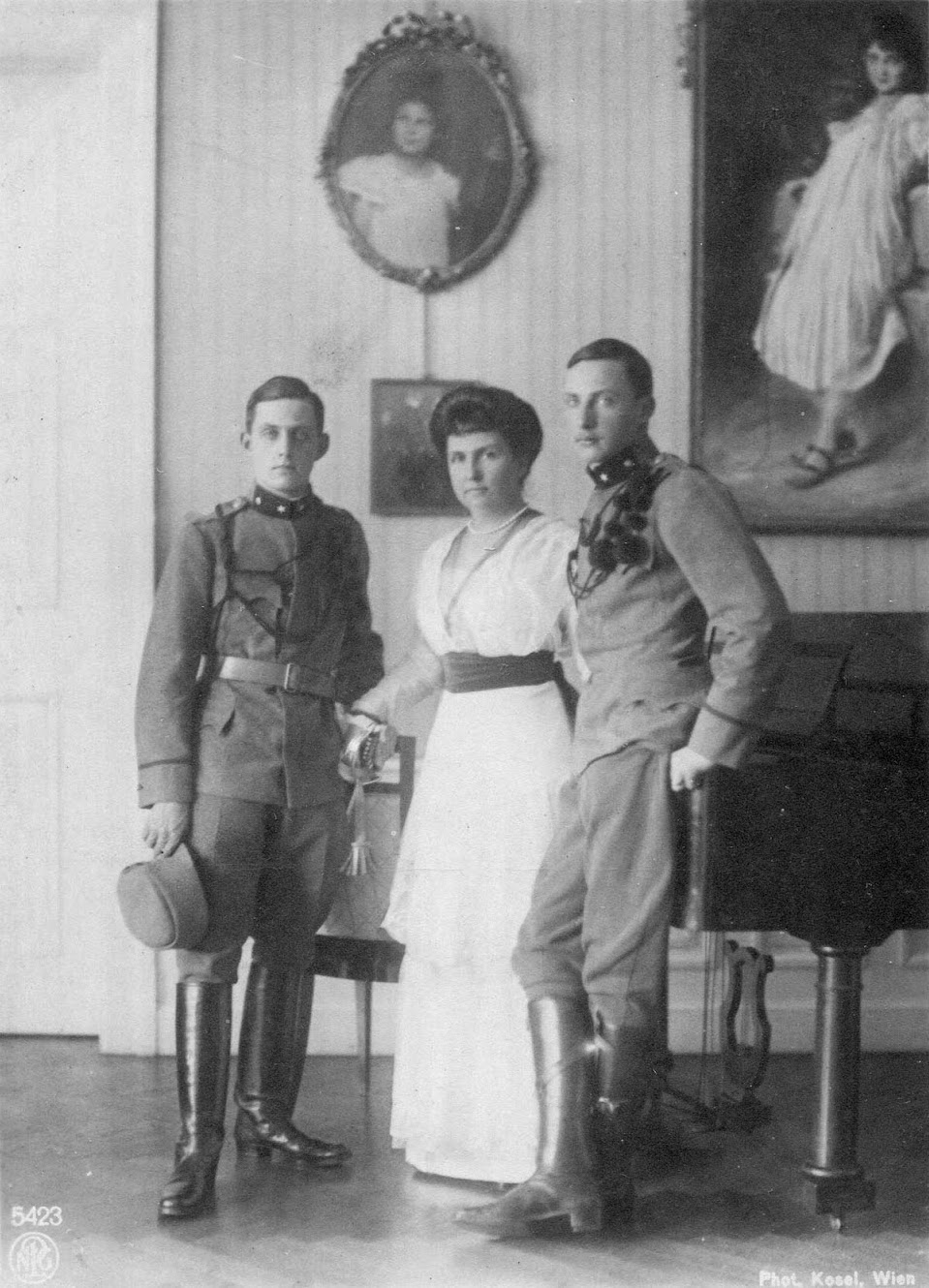
Leopold von Österreich-Toscana (links)

Leopold von Österreich-Toskana (* 30. Januar 1897 in Zagreb, Kroatien; † 14. März 1958 in Willimantic, Connecticut, Vereinigte Staaten) war ein Mitglied aus dem Hause Habsburg-Lothringen (Linie Habsburg-Lothringen-Toskana).

## Leben
Leopold Maria Alfons Blanka Karl Anton Beatrix Michael Joseph Peter Ignatz von Österreich-Toscana war der zweite Sohn des Erzherzogs Leopold Salvator (1863–1931) (und damit Abkömmling von Kaiser Leopold II.) und von Blanka von Bourbon (1868–1949), Tochter von Carlos María de los Dolores de Borbón (1848–1909), der als Carlos (VII.) Prätendent auf den spanischen Thron gewesen war.
Nach Auflösung der Doppelmonarchie Österreich-Ungarn am Ende des Ersten Weltkrieges im Jahr 1918 wohnte Erzherzog Leopold von Österreich-Toskana mit seinen Eltern – vor der Ausreise der Familie des abgesetzten Kaisers Karl I. angesichts der drohenden Landesverweisung seines Vaters – in Frohsdorf in Niederösterreich. Später lebte er mit seinen Eltern im Exil in der Schweiz, später in Deutschland und in Frankreich. Ende der 1920er-Jahre lebte und arbeitete er kurzzeitig in Hollywood, wo er eine kleine Rolle als Hauptmann im Film Four Sons von John Ford übernahm und als Berater bei dem im adeligen Umfeld spielenden Film Der Hochzeitsmarsch von Erich von Stroheim fungierte.
Nach dem Ende der Monarchie verzichtete er mündlich auf die Zugehörigkeit zum Hause Habsburg, versuchte sich im Hopfenhandel, heiratete in nicht hausgesetzmäßiger Ehe Dagmar Baronesse von Nicolics-Podrinje (1898–1967). Der später geschiedenen Ehe entstammt sein einziges Kind Maria Gabrielle. 1931 verlobte er sich in Paris mit Alice Gibson Coburn (1898–1960), die einer bekannten kanadischen Familie entstammt.
Nach seinem Tod 1958 erhielt er als erster Habsburger eine Feuerbestattung; seine Urne wurde aus den USA nach Österreich überführt und in der Kapuzinergruft in Wien beigesetzt.

## Ordenszugehörigkeiten
- Ritter des Ordens vom Goldenen Vlies (1916)